# Плунжерный лифт
Плу́нжерный лифт (от англ. plunge — нырять, погружаться) — устройство для подъема жидкости из скважины за счет энергии газа, находящегося под давлением, которое является разновидностью периодического газлифта с использованием плунжера и используется для удаления жидкости из газовой скважины.

## История создания
Устройство изобретено американскими инженерами Флетчером (1924 год) и Хьюзом (1927 год), в СССР используются с 1930-х годов. В разное время регистрировалось множество патентов на различные модификации и улучшения этих устройств.
Установки плунжерного лифта могут быть непрерывного или периодического действия. Предназначены для скважин, которые эксплуатируются только по лифтовой колонне или совместно по лифтовой колонне и межтрубному кольцевому пространству.
Установки могут использоваться на скважинах с одноразмерной и комбинированной колоннами труб независимо от глубины их спуска. В установках непрерывного действия плунжер безостановочно находится в движении вверх и вниз по лифтовой колонне, а в установках периодического действия — задерживается на забое или на устье скважины потоками газа или механическими фиксаторами на период времени, установленный оператором. Установки непрерывного действия были разработаны во ВНИИГАЗе в 1963 году и использовались на ряде газовых месторождений. В Америке плунжерный лифт в газовых скважинах впервые был применен в 1958 году.

## Устройство
Установка плунжерного лифта состоит из оборудования, монтируемого на поверхности, подземного оборудования и плунжера. Плунжер — основной рабочий элемент. В зависимости от дебита скважины по газу и притока жидкости к забою используются плунжеры:
- самоуплотняющийся;
- типа «летающий клапан»;
- постоянного наружного диаметра;
- комбинированный, предназначенный для скважин с разноразмерной колонной насосно-компрессорных труб[2].

## Принцип действия

### С летающим клапаном
В лифтовую колонну непрерывно поступает газ, и над трубным ограничителем скапливается жидкость. Элементы плунжера (втулка и шар) падают в восходящем потоке. Шар прекращает своё падение на трубном ограничителе, находящемся под уровнем жидкости. Втулка, падающая за шаром, доходит до трубного ограничителя и садится на шар. С этого момента начинается движение плунжера вверх. При подъеме шар перекрывает нижнее отверстие втулки. Столб жидкости, находящийся над плунжером, вытесняется газом, поднимающимся по трубе. Когда уровень жидкости поднимается до перфорированного патрубка на устье втулки, жидкость выбрасывается через линию сброса в сепаратор. Верхним амортизатором шар отбивается от втулки и падает в восходящем потоке газа. Втулка падает за шаром. Процесс повторяется. Плунжеры типа летающий клапан могут использоваться в другой разновидности лифта Многоплунжерный лифт.

### Самоуплотняющийся
Корпус плунжера на наружной поверхности имеет дополнительные накладки, которые отжимаются от основного корпуса пружинами и прижимаются к поверхности трубы, существенно уменьшая площадь кольцевого зазора и соответственно утечки газа относительно плунжера во время его подъема. В процессе падения плунжера накладки могут находиться в сжатом положении.